# Malacarne (film 1918)
Malacarne è un film muto italiano del 1918 diretto e interpretato da Dillo Lombardi.